# Edson Vidigal
Edson Carvalho Vidigal GCRB • GOMM (Caxias, 20 de julho de 1944) é um professor, advogado, escritor, jurista e político brasileiro filiado ao Partido Democrático Trabalhista (PDT). Foi ministro do Superior Tribunal de Justiça (STJ) nomeado pelo governo Sarney. Pelo Maranhão, foi deputado federal e estadual, além de vereador de Caxias.

## Carreira
Edson Vidigal inicialmente trabalhou como jornaleiro, e depois como repórter, chefe de reportagem e diretor de redação em jornais de São Luís. Também foi jornalista e assessor de imprensa em diversos jornais, como O Globo, Jornal do Brasil e Correio Braziliense.
Foi vereador (1963-1964) de sua cidade natal, Caxias, pelo Partido Social Progressista, tendo sido cassado e preso pelo regime militar de 1964. Em 1968, tornou-se assessor de imprensa da Assembleia Legislativa do Maranhão e, em 1969, assessor do governador José Sarney. Em 1970, candidatou-se a deputado estadual do Maranhão pela Aliança Renovadora Nacional (Arena), porém não foi eleito.
Em 1975, iniciou o curso de direito na Faculdade de Direito da Universidade Federal do Maranhão, transferindo-se depois para a Universidade de Brasília, pela qual se formou em 1980.
Foi deputado federal (1979-1983), eleito em 1978 pela Arena, transferindo-se para o Partido Popular em 1980.
Não sendo reeleito, abriu escritório de advocacia em Brasília em 1983 e atuou perante o Supremo Tribunal Federal e tribunais superiores. Também foi procurador judicial do Estado do Espírito Santo até 1985. Com a posse de José Sarney na presidência da República em 1985, Vidigal foi nomeado assessor especial do Presidente da República para Assuntos do Judiciário e do Ministério Público.
Em 1987, foi nomeado por Sarney para o cargo de ministro do Tribunal Federal de Recursos, que foi extinto pela Constituição Federal de 1988, passando Vidigal a compor o Superior Tribunal de Justiça até sua aposentadoria voluntária em 2006. Admitido à Ordem do Mérito Militar em 1993 no grau de Comendador especial pelo presidente Itamar Franco, Vidigal foi promovido em 2004 ao grau de Grande-Oficial por Luiz Inácio Lula da Silva. Em 2005, foi condecorado pelo mesmo com a Ordem de Rio Branco no grau de Grã-Cruz suplementar. Com sua aposentadoria, foi substituído por Herman Benjamin.
Em 2006, foi candidato a governador do Maranhão pelo PSB, terminando em terceiro lugar com 387 337 votos (14,26%), atrás de Jackson Lago e de Roseana Sarney.
Em 2010, foi candidato ao senado pelo PSDB, obtendo 502.600 (9,67% dos votos válidos).

## Obras
- Missa Convite (1975)
- Os dias lindos (1979)
- As trombetas do amém (1979)
- Relatório Jari (1980)
- A denúncia e o desafio (1981)
- A coragem de resistir (1982)
- Um amor quase exemplar (1994)
- De como ganhar o mundo e ser ganho por ele (2006)